# Fablok 401D
Fablok 401D i 401Da (typ fabryczny Ls350E, seria PKP początkowo SM31, następnie SM32) – polska manewrowa lokomotywa spalinowa wyprodukowana w latach 1966–1979 w liczbie 501 sztuk przez zakłady Fablok z Chrzanowa.
Lokomotywa typu 401D miała zastąpić spalinowóz typu 1D. W 1964 ukończono jej projekt, a dwa lata później powstał egzemplarz prototypowy. Jego próbna eksploatacja przez PKP ujawniła wady konstrukcji, dlatego w 1968 zaprojektowano zmodyfikowaną wersję typu 401Da. W latach 1970–1979 wybudowano 500 egzemplarzy tego pojazdu dla polskiego przemysłu. Powstały również projekty wersji 406D i 415D, ale nie zostały one zrealizowane. Po zakończeniu produkcji spalinowozów 401Da, Fablok przystąpił do budowy lokomotyw typu 411D.

## Historia

### Geneza i projekt

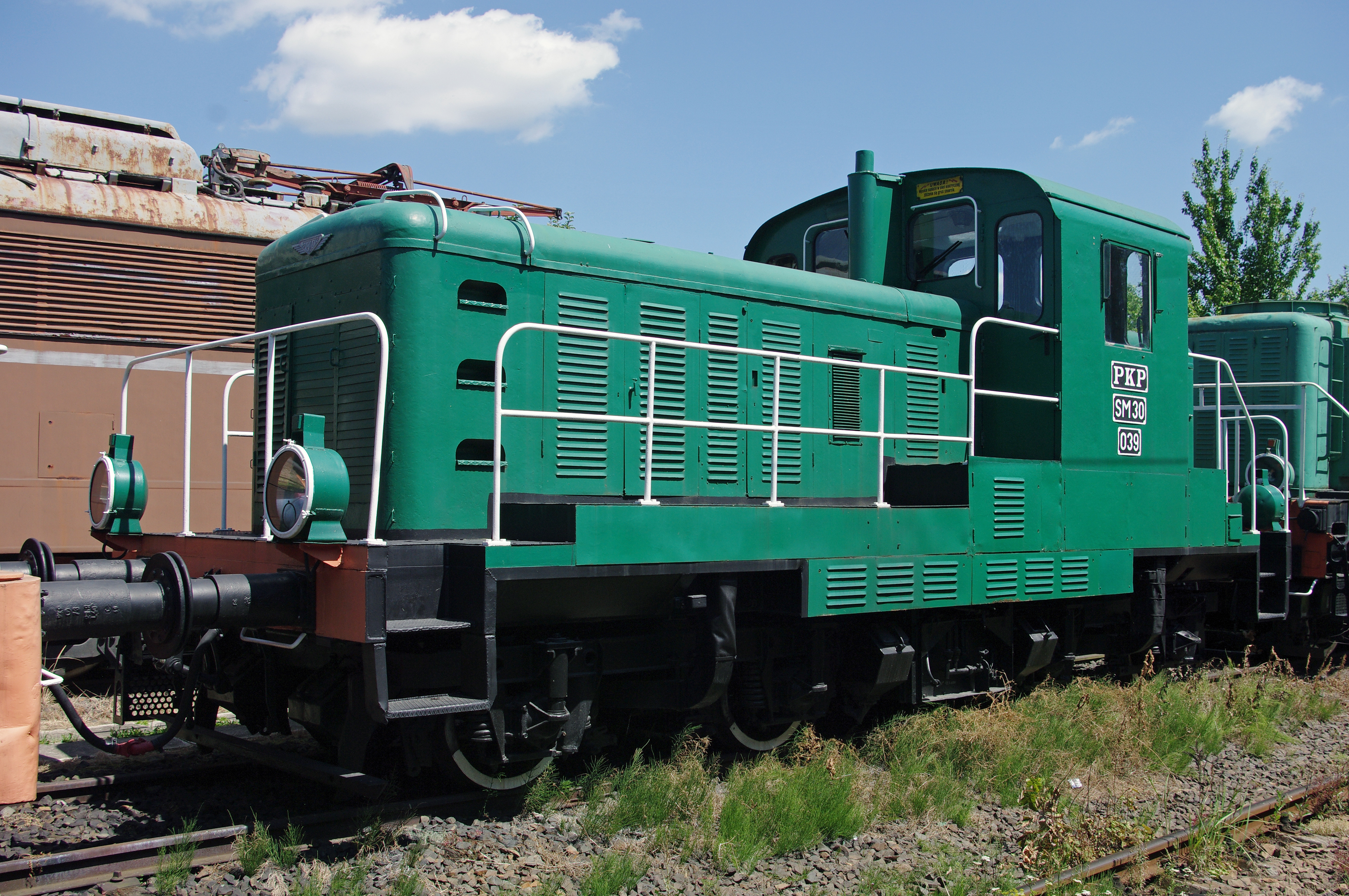
Spalinowóz serii SM30

W 1955 Centralne Biuro Konstrukcyjne Przemysłu Taboru Kolejowego z Poznania ukończyło dokumentację spalinowozu typu 1D, a rok później rozpoczęto jego produkcję w Fabryce Lokomotyw im. F. Dzierżyńskiego w Chrzanowie. Lokomotywa ta o mocy 300 KM była wyposażona w przekładnię elektryczną oraz służyła do średniej pracy manewrowej i lekkiej pracy liniowej. Była ona dostarczana Polskim Kolejom Państwowym, które początkowo nadały jej serię Lwe55 i następnie zmieniły ją na SM30, a także przemysłowi. W latach 60., w związku z planami zastąpienia tego spalinowozu lokomotywą bardziej nowoczesną i o lepszych parametrach, zaprojektowano kilka nowych spalinowozów manewrowych.
W czerwcu 1964 CBK PTK ukończyło dokumentację spalinowozu o mocy 350 KM z przekładnią elektryczną. Prócz chęci zastąpienia lokomotyw typu 1D, zdecydowano się na zaprojektowanie takiej lokomotywy również dlatego, że wówczas nie istniała krajowa przekładnia hydrauliczna takiej mocy i nie było możliwości pozyskania takiego urządzenia z krajów demokracji ludowej, a Polski nie było stać na zakup za dewizy przekładni Voitha. Mimo to projektanci byli zdania, że poziom techniczny nowego modelu z przekładnią elektryczną jest porównywalny ze spalinowozami z przekładnią hydrauliczną. Ponadto, projektując lokomotywę z przekładnią elektryczną, zaistniała możliwość unifikacji jej elementów i aparatury elektrycznej ze spalinowozami średniej i dużej mocy, a także wykorzystania bazy remontowej Zakładów Naprawczych Taboru Kolejowego przystosowanych do napraw spalinowozów z przekładnią elektryczną. Nową lokomotywę oznaczono typem konstrukcyjnym 10D, który ostatecznie zmieniono na 401D. Konstruktorem prowadzącym był Roman Nowak, który wraz z Ryszardem Szerbartem był odpowiedzialny za część mechaniczną spalinowozu. Część elektryczną natomiast skonstruowano pod kierownictwem Alojzego Kiełkiewicza i Aleksandra Płatkiewicza. W projektowaniu pojazdu udział brali także A. Mróz, R. Zgorzelak, S. Wróblewski i T. Kwapisz. Produkcję lokomotywy powierzono chrzanowskiej Fabryce Lokomotyw, która dodatkowo oznaczyła ją typem fabrycznym Ls350E.

### Produkcja i modyfikacje konstrukcji

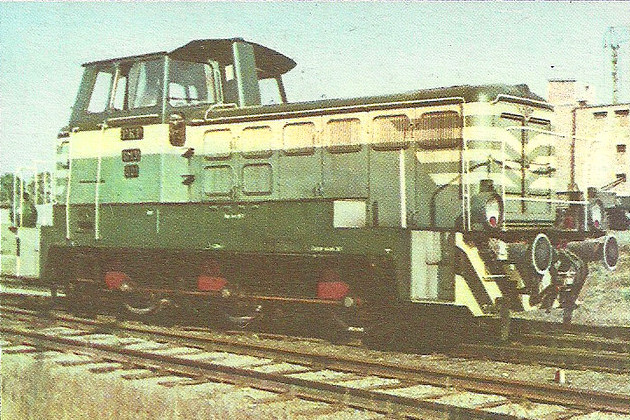
SM31-001 dla PKP (1966)

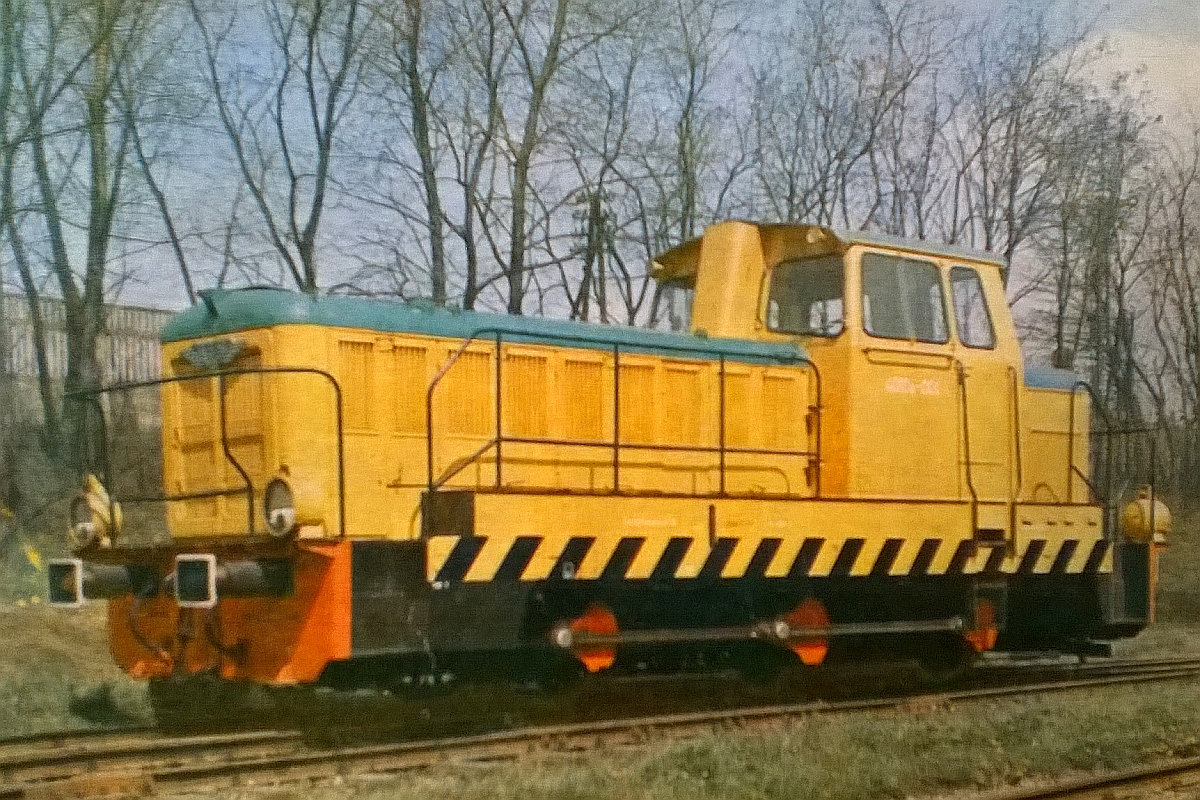
401Da-001 dla przemysłu (1970)

W III kwartale 1964 Fablok rozpoczął produkcję prototypowego spalinowozu typu 401D i wówczas planowano, że zostanie on wykonany do końca 1965. Ostatecznie lokomotywa została ukończona w III kwartale 1966 i oznaczona przez PKP jako SM31-001. W trakcie jej próbnej eksploatacji ujawniły się wady konstrukcji, w związku z czym przewoźnik nie był zainteresowany kolejnymi egzemplarzami. W związku z tymi wadami oraz zaprzestaniem produkcji silnika spalinowego zastosowanego w prototypie, CBK PTK postanowiło zmodyfikować swój projekt. W 1968 opracowano dokumentację techniczną lokomotywy typu 401Da, która od pierwowzoru różniła się m.in. zespołem napędowym. Jej dwa prototypy wykonano w I kwartale 1970, zaś do końca 1971 zbudowano serię informacyjną. W sierpniu 1972 zakończono badania i próbną eksploatację dwóch pierwszych egzemplarzy, które dowiodły poprawności założonych parametrów konstrukcyjnych, potwierdziły dobre własności trakcyjne lokomotywy oraz wykazały jej przydatność do prac manewrowych w zakładach przemysłowych. Jako główne zalety spalinowozu projektanci wymieniali dobrą widoczność z kabiny maszynisty, łatwe sterowanie oraz niezawodność podzespołów zastosowanych w pojeździe. W grudniu tego samego roku Branżowa Komisja Doradcza przy CBK PTK oceniła konstrukcję lokomotywy typu 401Da i zakwalifikowała ją do grupy A nowoczesności wyrobów z okresem ważności do 1977 włącznie. W następnych latach kontynuowano seryjną produkcję tego spalinowozu.
W międzyczasie, w 1967, CBK PTK opracowało założenia lokomotywy typu 406D. Spalinowóz ten miał być modyfikacją lokomotywy typu 401D, który dzięki zmianom miał stać się lokomotywą II kategorii w typoszeregu RWPG-OSŻD oraz klasy C w typoszeregu UIC-ORE. W pojeździe tym planowano zastosować m.in. nowy zespół napędowy z doładowanym silnikiem spalinowym. Na przełomie lat 60. i 70. zakładano, że do 1975 powstanie dokumentacja i prototyp lokomotywy, zaś między 1976 a 1980 rozpocznie się jej produkcja seryjna. Niewiele później konstruktorzy dalsze etapy projektowe odłożyli w czasie. Byli oni zdania, że dokumentacja tego spalinowozu może zostać wykonana stosunkowo niewielkim nakładem pracy, jednak jej opracowanie zależy od zapotrzebowania na takie pojazdy. Ostatecznie lokomotywa nie została wyprodukowana.
W 1977 Instytut Pojazdów Szynowych Politechniki Krakowskiej, po zbadaniu dwa lata wcześniej zachowań lokomotywy typu 401Da na łukach, przeanalizował możliwość zastosowania w pojeździe tego typu innego usprężynowania. Zmodyfikowanemu w ten sposób spalinowozowi nadano oznaczenie typu 401Db, a następnie 415D. Ostatecznie do jego produkcji również nie doszło.
Do 1979 wyprodukowano łącznie 500 lokomotyw typu 401Da. Mimo licznych zamówień na spalinowozy tego typu ze strony odbiorców przemysłowych, zakończono jego produkcję i rozpoczęto budowę lokomotyw typu 411D.
| Rok  | Typ   | Liczba sztuk | Oznaczenia      |
| ---- | ----- | ------------ | --------------- |
| 1966 | 401D  | 1            | SM31-001        |
| 1970 | 401Da | 2            | 401Da-001 ÷ 002 |
| 1971 | 401Da | 8            | 401Da-003 ÷ 010 |
| 1972 | 401Da | 23           | 401Da-011 ÷ 033 |
| 1973 | 401Da | 86           | 401Da-034 ÷ 119 |
| 1974 | 401Da | 38           | 401Da-120 ÷ 157 |
| 1975 | 401Da | 113          | 401Da-158 ÷ 270 |
| 1976 | 401Da | 67           | 401Da-271 ÷ 337 |
| 1977 | 401Da | 80           | 401Da-338 ÷ 417 |
| 1978 | 401Da | 40           | 401Da-418 ÷ 457 |
| 1979 | 401Da | 43           | 401Da-458 ÷ 500 |

## Konstrukcja
Lokomotywy typu 401D i pochodnych to spalinowozy manewrowe średniej mocy, przystosowane do jazdy po torach o rozstawie normalnym (1435 mm). Według projektantów, istnieje możliwość wykorzystywania tych lokomotyw także na torach szerokich (1520/1524 mm), co wymaga niewielkich modyfikacji konstrukcji.
Spalinowozy te są przeznaczone głównie do średnich prac manewrowych na stacjach i górkach rozrządowych, a także do pracy przetokowej w zakładach przemysłowych. Ponadto lokomotywy te mogą prowadzić lekkie pociągi towarowe oraz składy osobowe, ale tylko w okresie letnim ze względu na brak możliwości ogrzewania wagonów.
401D
Spalinowóz typu podstawowego 401D ma 9640 mm długości, 3150 mm szerokości i 4280 mm wysokości oraz waży 40,7 t w stanie służbowym. Ostoja jest wykonana z blach stalowych o grubości 24 mm spawanych elektrycznie. Po obydwu jej stronach zamocowano za pomocą śrub pomost o konstrukcji skrzynkowej. Każda z ostojnic natomiast ma trzy wykroje maźnicze z przyspawanymi prowadnicami. Nadwozie składa się z dłuższego przedziału silnikowego z przodu, kabiny maszynisty i krótszego przedziału sprężarki z szafą elektryczną z tyłu.
Lokomotywa jest wyposażona w trzy osie. Dwie skrajne, o rozstawie 4200 mm, są napędzane silnikami trakcyjnymi, zaś środkowa, umieszczona w równej odległości od osi skrajnych, jest napędzana za pomocą wiązarów. Zestawy kołowe, umiejscowione wewnątrz ostoi, mają koła szprychowe o średnicy 1100 mm. Usprężynowanie stanowią płaskie resory piórowe.
Układ napędowy spalinowozu składa się z silnika spalinowego typu 3DVS o mocy 350 KM produkcji zakładów Wola i prądnicy głównej typu LSPa-493 z Dolmelu, których wały są połączone za pomocą sprzęgła elastycznego. Osie skrajne są napędzane silnikami trakcyjnymi typu LSa-430 również z Dolmelu.
.
401Da

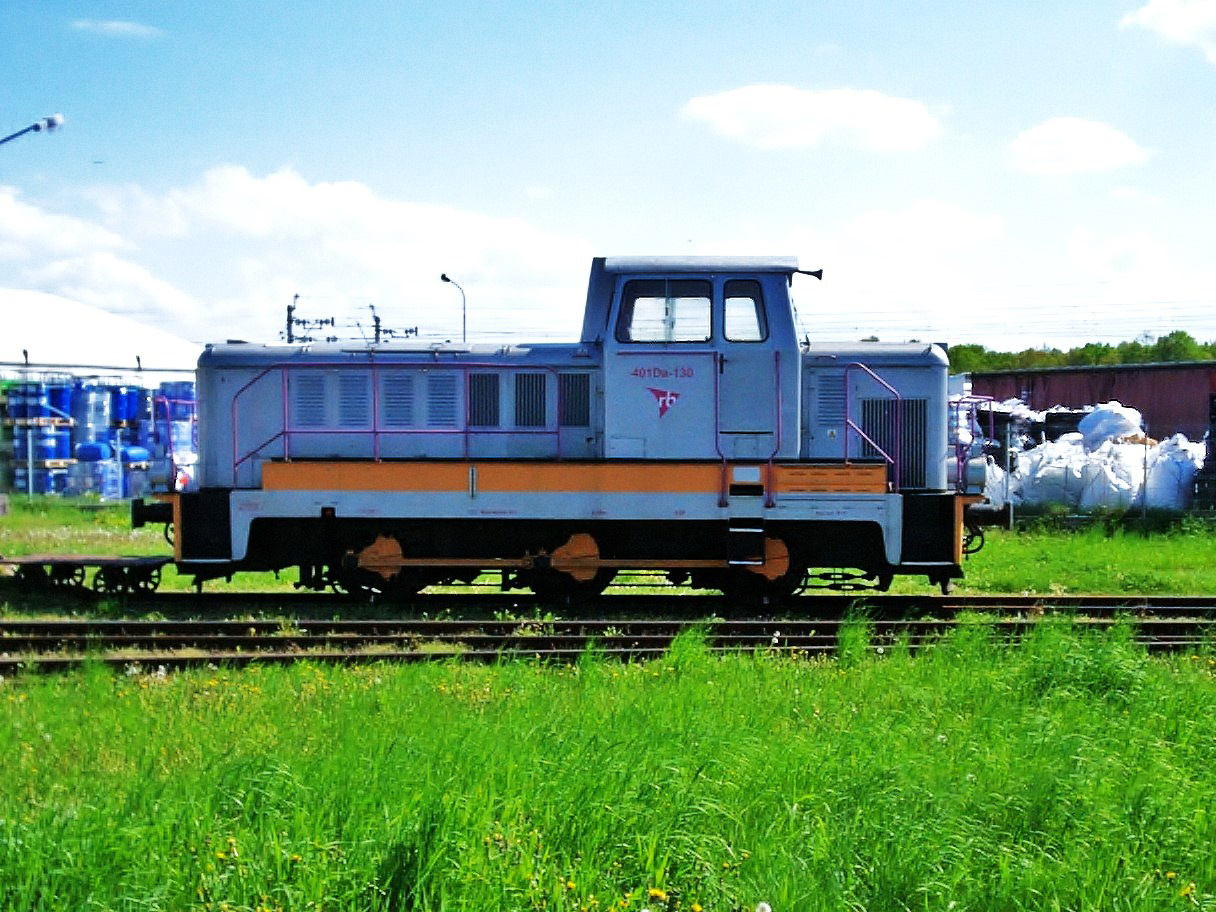
401Da-130 z boku

Wersja 401Da jest w porównaniu z poprzednikiem dłuższa (10 140 mm), szersza (3190 mm), niższa (4078 mm), lżejsza (40,5 t) oraz ma większy rozstaw osi skrajnych (4400 mm). Zastosowano w niej wysokoprężny silnik spalinowy typu 12V1416A. Jest to 12-cylindrowy silnik o mocy 350 KM produkcji zakładów Wola na licencji Rheinstahl Henschel. Zmianie uległa również prądnica główna na LSPb-493. Lokomotywa nie ma możliwości jazdy w trakcji wielokrotnej.
406D
Spalinowóz typu 406D, według wstępnych założeń, miał zostać wyposażony w doładowany silnik Wola H12 o mocy 530 KM i dwułożyskową prądnicę główną. Dodatkowo miał zostać zastosowany trzeci silnik trakcyjny oraz zwiększony ciężar pojazdu do 50 t.
415D
Wersja 415D miała zostać wyposażona w nowe usprężynowanie przymaźnicze składające się ze sprężyn gumowo-metalowych typu klinowego. Rozwiązanie to wymagałoby usunięcia środkowej osi dotychczas połączonej z osiami skrajnymi za pomocą wiązarów.

## Eksploatacja

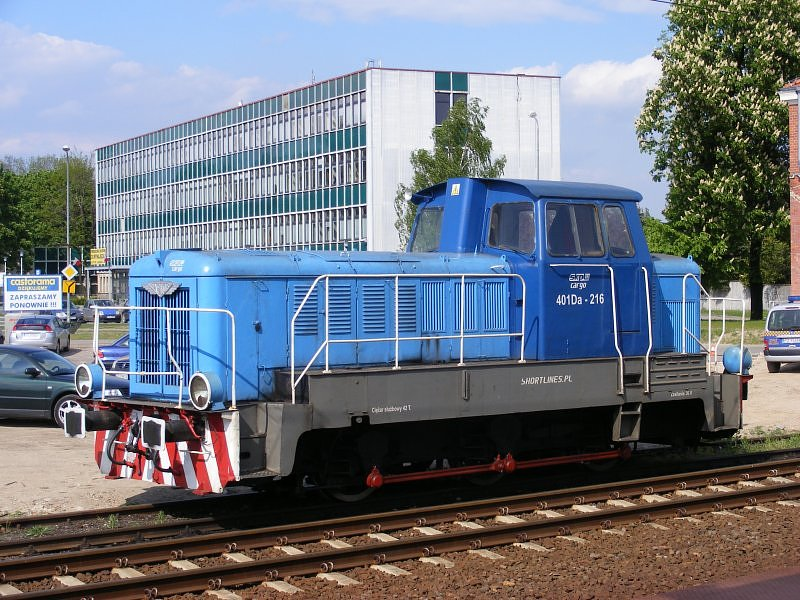
401Da-216, SKPL (2014)

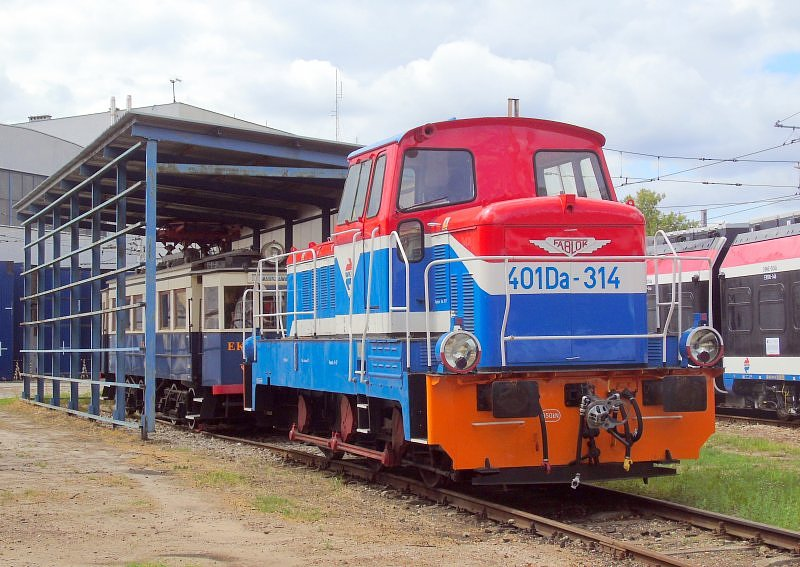
401Da-314, WKD (2016)

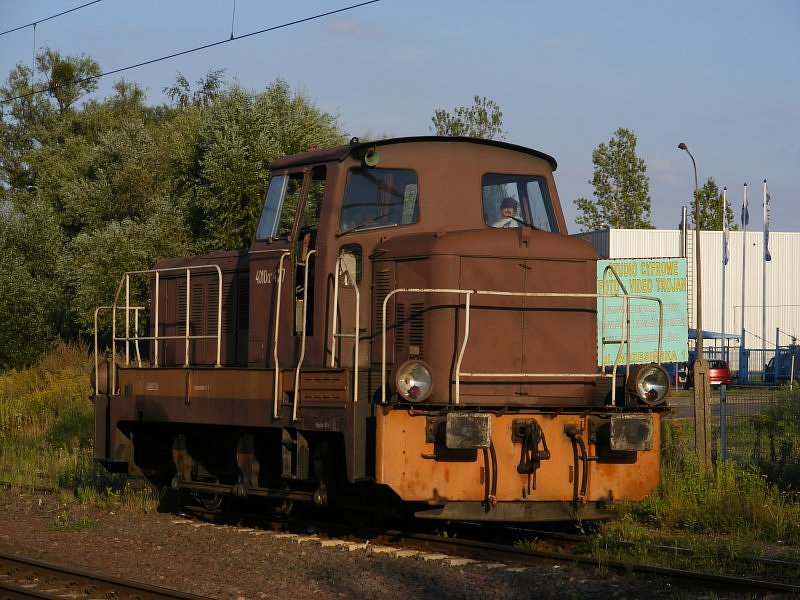
401Da-427, IPS „Tabor” (2012)

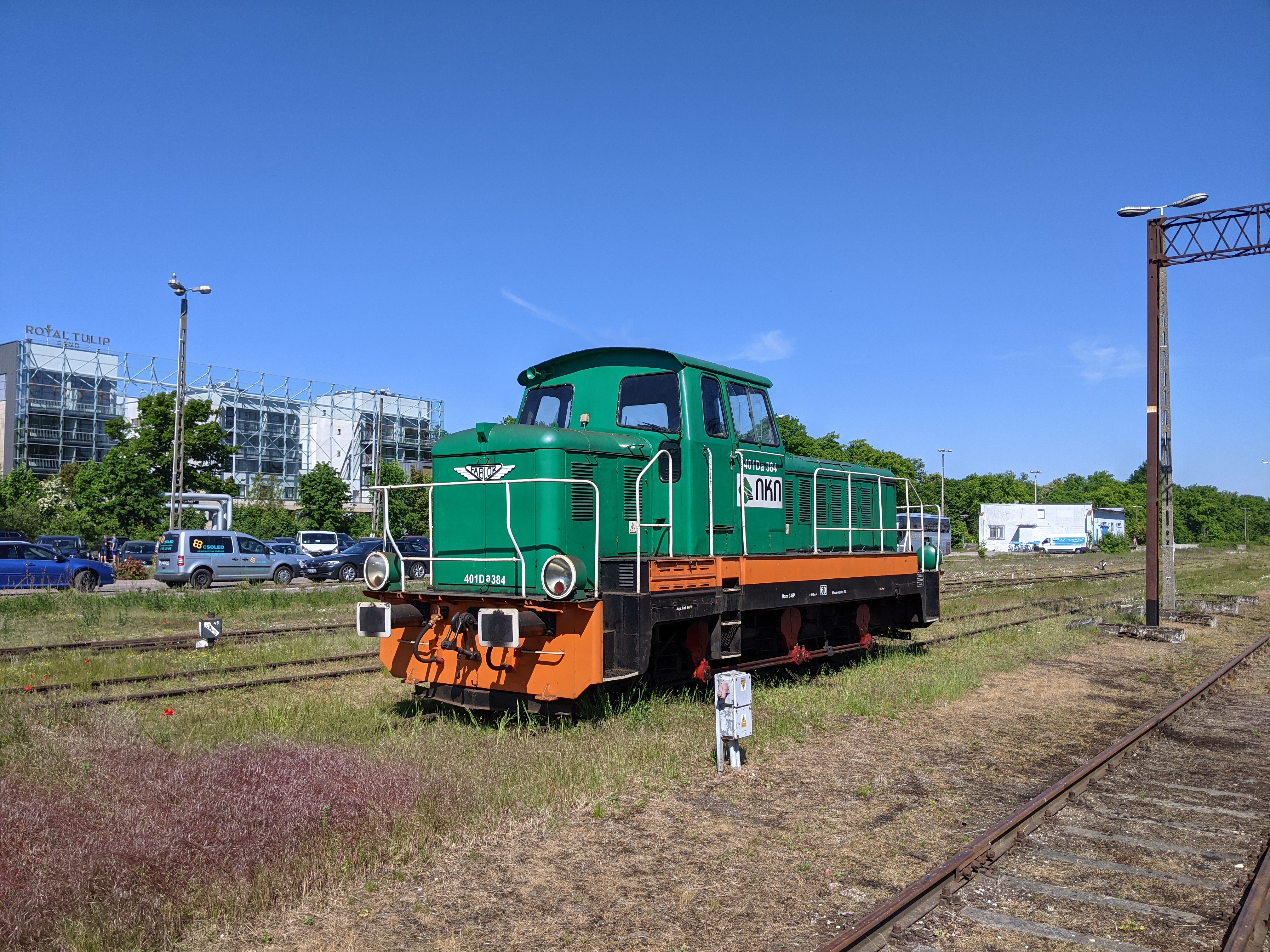
401Da-384, NKN Usługi Kolejowe (2021)

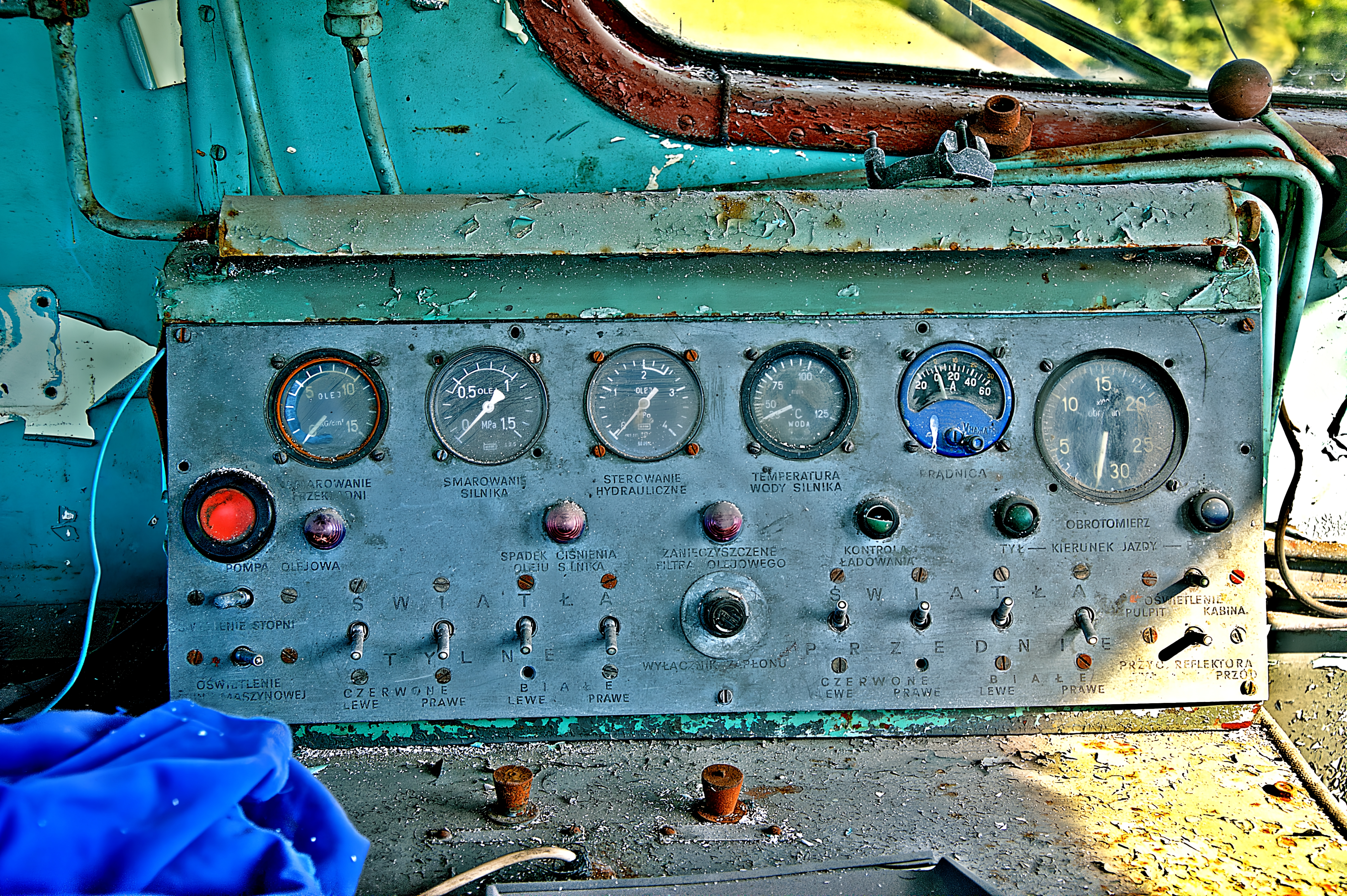
Pulpit 401Da

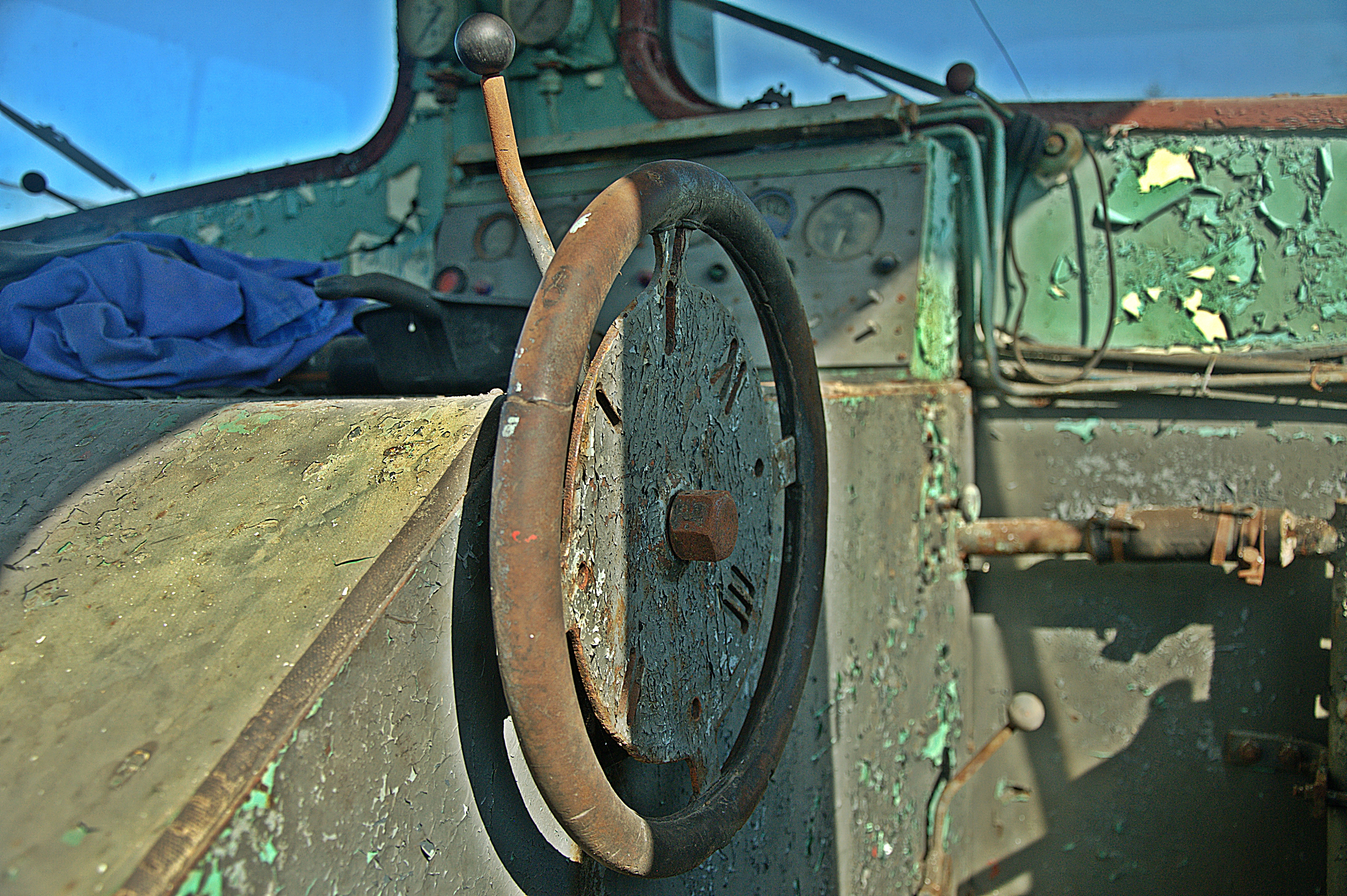
Nastawnik jazdy

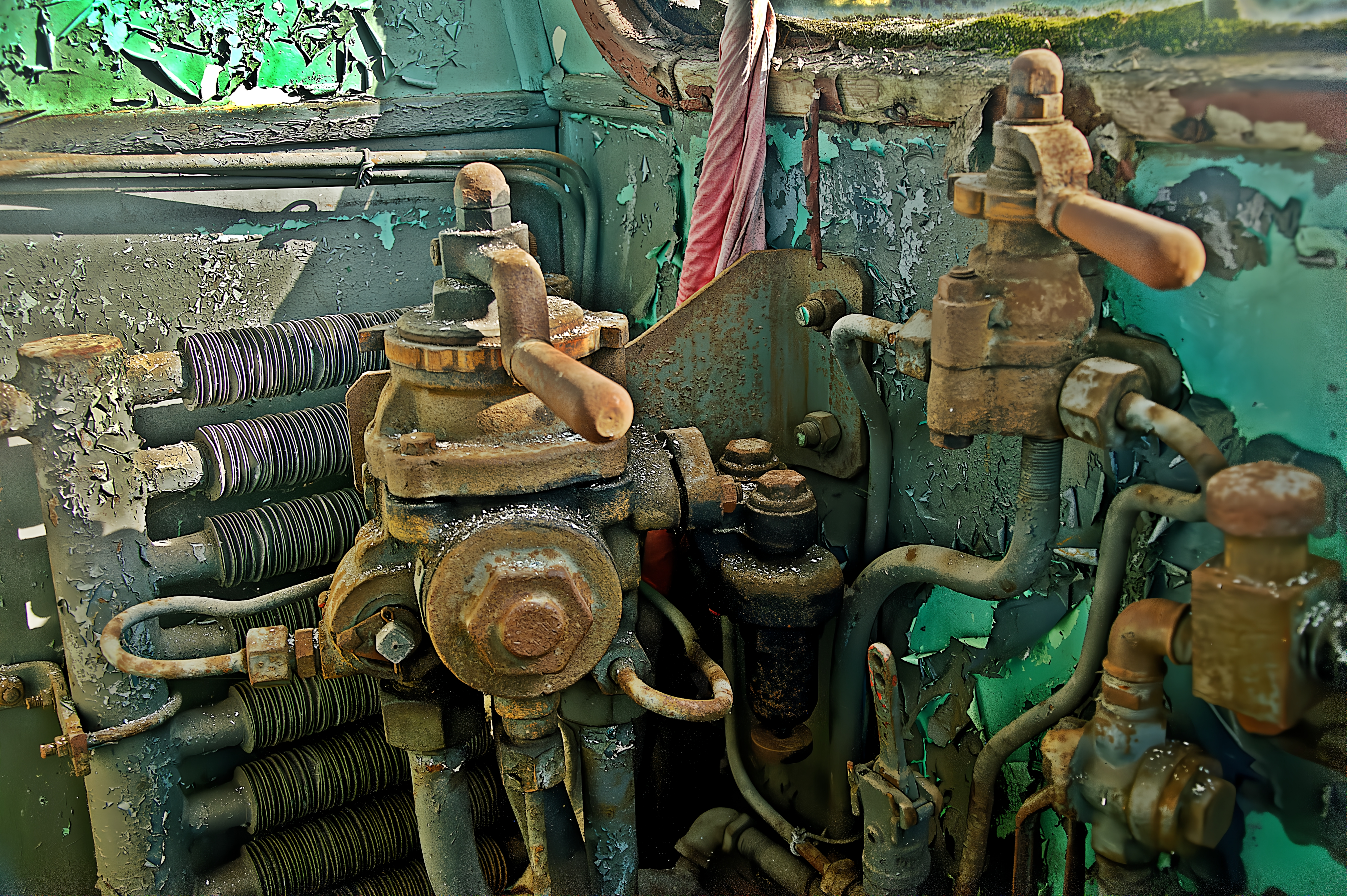
Krany hamulca

### PKP
W 1966 Polskie Koleje Państwowe zakupiły prototypową lokomotywę 401D-001, którą oznaczyły jako SM31-001. Spalinowóz ten podczas próbnej eksploatacji był użytkowany zgodnie z jego przeznaczeniem, jednak konstrukcja pojazdu okazała się wadliwa. Była ona zbyt sztywna, w związku z czym przy prędkości powyżej 30 km/h bieg lokomotywy był niespokojny i pęknięciom ulegały pionowe wieszaki resorów piórowych. Po tych usterkach PKP zaniechały zakupu kolejnych spalinowozów tego typu, a jedyny egzemplarz zaczęto eksploatować w służbie drogowej. W połowie lat 70. prawdopodobnie został on sprzedany do przemysłu.

### Koleje przemysłowe
W 1972 do Cementowni Groszowice w Opolu trafiła lokomotywa 401Da-022. Była ona eksploatowana przez ten zakład do jego zamknięcia, co miało miejsce pod koniec lat 90. XX w.
W 1973 wyprodukowano spalinowóz 401Da-069. W tym samym roku został on zakupiony przez Stocznię Szczecińską, gdzie skierowano go do obsługi transportu wewnątrzzakładowego. W połowie maja 2009 lokomotywa została wydzierżawiona Zakładowi Usług Kolejowych w Szczecinie.
Na początku lat siedemdziesiątych wieku zakupiono dla Zakładów Kuźniczych w Ustroniu spalinową lokomotywę 401Da-092. Pod koniec lat dziewięćdziesiątych wspomnianą lokomotywę przeniesiono do zakładu w Skoczowie. 
W zakładach Polifarb w Cieszynie eksploatowana jest spalinowa lokomotywa 401Da-096.
W połowie lat 70. ówczesna Huta Warszawa rozpoczęła stopniowe zastępowanie parowozów lokomotywami spalinowymi. Zakład zakupił spalinowozy typu Ls800P oraz lokomotywy 401Da-128 z 1974, 229 z 1975, 279 z 1976, 380 z 1977 i 418 z 1978, które zostały skierowane do obsługi wewnętrznej bocznicy. Po przemianach ustrojowych zmienił się profil produkcji huty oraz zmalało wykorzystanie jej parku taborowego. W 2006 w eksploatacji w spółce ArcelorMittal Warszawa pozostawały 401Da-380 i 418, które oprócz bocznicy zakładu, obsługiwały również jednotorową niezelektryfikowaną linię kolejową łączącą stacje Warszawa Jelonki i Radiowo oraz przejmowały pociągi innych przewoźników na stacji Radiowo. Od wycofania lokomotywy 401Da-418 w 2010, w użyciu pozostawała 401Da-380.
W 1975 wyprodukowano lokomotywę 401Da-216, której odbiorcą była Odlewnia Żeliwa „Śrem”. Następnie spalinowóz został przejęty przez Stowarzyszenie Kolejowych Przewozów Lokalnych i 1 września 2009 poprowadził on pierwszy pociąg tego przewoźnika na trasie z Czempinia do Śremu. 10 sierpnia 2013 ten sam przewoźnik reaktywował trasę Kętrzyn – Węgorzewo, na której wykorzystywał lokomotywę 401Da-131.
Pierwszym użytkownikiem egzemplarza 401Da-254 z 1975 była Fabryka Samochodów Ciężarowych w Lublinie. W 2006 spalinowóz trafił do PKP LHS, gdzie oznaczono go SM32-001 i skierowano do wykonywania prac manewrowych na stacji Sędziszów LHS.
Ukończony w 1975 spalinowóz 401Da-264 został kupiony przez Zakłady Mechaniczne „Ursus” w związku z rozbudową bocznicy zakładowej i zwiększeniem obrotu wagonów. Pojazd został wpisany na stan 28 listopada 1975 i był eksploatowany przez to przedsiębiorstwo do 11 lutego 1998. Po likwidacji zakładów lokomotywa trafiła do nowo powstałej spółki Energetyka Ursus, która przejęła elektrociepłownię zakładową wraz z bocznicą, lokomotywownią i taborem. Spalinowóz został wówczas skierowany do obsługi bocznicy elektrociepłowni.
Lokomotywa 401Da-314 powstała w 1976. Należy ona do WKD, która wykorzystuje ją m.in. do transportu taboru po niezelektryfikowanej łącznicy nr 512 od stacji Pruszków do stacji Komorów.
Egzemplarz 401Da-337 z 1976 trafił do ówczesnych Zakładów Naprawczych Taboru Kolejowego w Nowym Sączu. Następnie pracował on w Cementowni Kujawy w Piechcinie, a w 1998 wrócił do ZNTK, gdzie otrzymał oznaczenie 401Da-700/28. Jego celem stało się wówczas wyciąganie i wstawianie lokomotyw do hal bądź przesuwnice pomiędzy halami. Po 2005, kiedy przedsiębiorstwo zmieniło nazwę na Newag, spalinowóz przemalowano w barwy zakładowe.
Wyprodukowana w 1978 lokomotywa 401Da-427 trafiła do ówczesnego Ośrodka Badawczo-Rozwojowego Pojazdów Szynowych w Poznaniu, gdzie służyła do manewrów na terenie tego ośrodka. Dzisiejszy IPS „Tabor” ponadto m.in. w 2008 wykorzystał ją do przeprowadzenia testów i badań nowych rozwiązań dla pojazdów szynowych.
Od 2009 do 2013 liczba eksploatowanych lokomotyw nie zmieniała się i wynosiła 86.